# Onorificenze belghe
Elenco delle onorificenze e degli ordini di merito e cavallereschi distribuiti dal Regno del Belgio e dallo Stato Indipendente del Congo, sottoposto al governo belga.

## Ordini cavallereschi
- Ordine di Leopoldo
- Ordine della Stella africana
- Ordine Reale del Leone
- Ordine della Corona
- Ordine di Leopoldo II

## Medaglie
- Croce commemorativa dei volontari del 1830
- Croce Militare del Belgio
- Croix de guerre 1914-1918 (Belgio)
- Croix de guerre 1939-1945 (Belgio)
- Croix de Guerre dal 1954 (Belgio)
- Croix de Feu 1914-1918
- Medaglia di combattente volontario 1914-1918 (Belgio)
- Croce di Deportato 1914-1918 (Belgio)
- Medaglia commemorativa della guerra 1940-1945 (Belgio)
- Croce dei rifugiati 1940-1945 (Belgio)
- Medaglia della resistenza armata 1940-1945 (Belgio)
- Croce dei prigionieri politici di guerra 1940-1945 (Belgio)
- Croce d'onore per il servizio militare all'estero
- Decorazione militare per atti eccezionali di coraggio e devozione
- Decorazione militare per servizio meritevole
- Decorazione civica per atti di coraggio, devozione o umanità
- Decorazione civica per servizio meritevole nell'amministrazione
- Decorazione civica 1914-1918
- Decorazione civica 1940-1945
- Decorazione civica per servizio meritevole nei vigili del fuoco
- Medaglia commemorativa per le operazioni umanitarie armate
- Medaglia commemorativa per le operazioni in missioni all'estero
- Medaglia al merito militare (Belgio)
- Medaglia commemorativa per le marce d'armata